# Ликург
Ликург, аристократа и краљ, био је и спартански законодавац.
Његов отац, који је био краљ, умро је у јеку немира који су завладали државом, а на његово место је дошао старији син Полидект, који је погинуо и тиме је на место краља дошао Ликург. Нови краљ није био жељан власти, што потврђује чињеница да је одмах по сазнању да је жена његовог брата трудна, решио да њему препусти престо.

## Историјска или митска личност?
Све о Ликургу (рођење, живот, путовања, смрт) многи су доводили у питање. Он иза себе није оставио писане трагове, већ јаку и стабилну државу која се таква одржала пет стотина година после њега. По неким схватањима, он је био митска личност, тако да су закони које је он увео у Спарти тиме изједначени са нечим божанским, односно идеализовани су.
Подаци о њему су или негде затрти или уопште нису постојали или ни он сам није постојао. О његовом животу многи само нагађају. Постоје претпоставке да је живео за време прве олимпијаде, као што наводи Аристотел, али други попут Ксенофонта то оспоравају и наводе како је он био много старији, па чак и да је живео у време Хомера.
Његово порекло се такође доводи у питање. Као и остали подаци које имамо о њему. Дакле о његовом животу нам је јако пуно ствари нејасно, а и различити извори различито пишу. У Спарти је постојао још један Ликург и врло је вероватнп да су успеси једног приписани оном другом.

## Путовања
Када је свом сестрићу предао престо, у држави је завладала борба аристократа за краљевску власт. Ликург је постао непожељан, те је одлучио да оде из Спарте. Његов пут је пресудно утицао на даљи развој спартанске државе.
Прво је отишао на Крит, где је проучио њихов устав и прихватио неке њихове установе као добре, те је решио да их уведе у Спарти. Ту је упознао државника и мудраца Талета који је својим песмама, које су у ствари беседе које позивају на послушност и слогу, успео да »укроти« народ. Ликург се зближио са њим и решио да га доведе у Спарту.
После Крита је отишао у Азију, како би упоредио тамошњи живот са животом у Хелади, и то пре свега са животом у Спарти. Наишао је на Хомерове песме и, видевши колико оне могу бити корисне и каквог су племенитог и васпитног садржаја, одлучио је да их препише и однесе у Спарту, као и све позитивно на шта је наилазио на својим путовањима. Ликург је био први који је Хомерово дело учинио познатим.
Ликург је посетио и Египат и присвојио њихов начин одвајања војничког сталежа од осталих друштвених сталежа. Аристократ, син Хипархов, говорио је да је Ликург посетио и Шпанију, Либију, па чак и Индију, где је имао сусрете са гимнософистима.

## Повратак у Спарту
Ликург је своја путовања прекинуо, јер је чуо вапај домовине која зове у помоћ. Чим је дошао, преузео је власт и покренуо реформе у Спарти. Из свих државних уређења на која је наилазио током својих путовања, изабрао је оно што је било најбоље и почео је да кроји спартанско државно уређење, које је постало надалеко чувено.
Када је завршио са дугогодишњим реформама и када је био сигуран да су оне дубоко урезане у свест сваког Спартанца, Ликург је све грађане сазвао у скупштину. Саветовао их је да се придржавају закона и обавезао их да ништа не мењају док се он не врати из Делфа, где је отишао како би се посаветовао са боговима. Тај обичај саветовања са боговима у Делфима је био од велике важности за целу Хеладу, а не само за Спарту. Богови су му »одговорили« да не мења ништа и да докле год се Спартанци буду придржавали његових закона, дотле ће бити и мира и стабилности у Спарти.
Ликург је после саветовања одлучио да се не враћа у Спарту и престао је да једе. Својим пратиоцима је наложио да по његовој смрти спале тело и пепео распу по мору, тако да се никада, чак ни симболично, не може вратити у Спарту. Био је уверен да је на тај начин спречио промену закона које је установио и да је осигурао остварење пророчанства. Сматрао је да је таква смрт блаженство за сваког доброг државника.
После његове смрти, у Лакедемонији му је подигнут храм и сваке године су му приношене жртве и слављен је као бог, што није случај ни са једним другим законодавцем у Хелади. Иза њега нису остали писани трагови, али је свакако његово дело остало упамћено. Ликург није хтео да власт у Спарти буде само његова, већ је сматрао да би и учествовање других спартијата у власти потпомогло да буду срећни и задовољни, а то води ка стабилној и јакој држави.

## Ликургове реформе
Ликург је увео више новина у земљу. Али прва и једна од најважнијих је била увођење већа стараца. Ово веће је добило значајну улогу у држави и заједно са краљевима одлучивало о најбитнијим питањима везаним за земљу. Број чланова већа је био 28. Аристотел каже да је од првобитних 30 људи који су били на страни Ликурга и помогли му око увођења реформи, њих двојица су се повукли из страха, па да је зато остао тај број. Међутим Плутарх наводи да он мисли да их је било 28 јер кад би се додала 2 краља, онда би њихов број био 30.
Ове скупштине би се сазивале на отвореном, између Кнакије и Бабике, за које Аристотел даје објашњење да је Кнакија река, а Бабика мост. Ликург је сматрао да скупштине не треба да се одржавају у затвореном простору, у салама са пуно стубова, како стубови не би одвраћали пажњу члановима скупштине. Дакле чланови већа стараца су заједно са краљевима доносили битне одлуке, али је ипак коначна пресуда препуштана народу, како би се ова власт чинила више демократском. 
Још једна Ликургова политичка мера је била и расподела земље. Ликург је видео колико је земља била неравноправно расподељена и како су неки имали много, док други напротив јако мало. Зато је одлучио да сва земља постане заједничка и да се она поново расподели и да сви имају једнако. И тако је и учињено. Земља је подељена Спартанцима на једнаке делове и свако је имао исто и довољно да се издржава.
Како би нестао сваки траг неједнакости и имовинских разлика у земљи, Ликург се узео у дељење покретне имовине. Укинуо је златан и сребрни новац и увео гвоздени. Искоренио сувишна и бескорисна занимања. Како се овај новац није користио нигде ван Спарте, Спартанци нису могли да купују ван ње, али нису ни трговци могли да продају њихова добра у Спарти јер њихов гвоздени новац за њих није имао вредност. Тако да су они богати своје богатство држали код куће и нису га користили, па се сама раскош лишена показивања сама угасила.
Како би коначно укинуо раскош и тежњу за богатством, увео је заједничке оброке где би заједно обедовали и богати и сиромашни, тако да они богати нису могли показати своју раскош коју су поседовали.
На ове заједничке оброке су се скупљали у групама од око петнаест људи и сваки је требало да допринесе оброку и често уколико су били у лову, део би био послат за оброке. Свако је имао одређено колико треба да допринесе у гозби. Могли су да изостану са заједничких оброка у случају да су се касно враћали из лова и онда су могли јести и код куће, али су сви остали морали присуствовати оброцима. У овим оброцима су учествовали и младићи који је требало да их користе као неку врсту обуке, да слушају старије како причају о политици, али и да се уче на њихове шале. Кад год би добили неког новог члана на овим оброцима, постојала је једна врста гласања да ли да га приме. То је рађено тако што је сваки члан узимао куглицу из средине хлеба и кад би слуга прошао носивши посуду на глави, они би куглицу убацивали унутра. Уколико би се макар једна куглица нашла смрвљена, то је зналило да неко није потврдио новог члана и он не би био примљен на заједничке оброке јер су желели да сви буду ради у друштву једни са другима.
Ксенофонт нам говори о томе која количина хране је била на овим оброцима и каже како је Ликург одредио порције кукуруза тако да не буду ни превелике, али ни да се после њих остаје гладан. Али поред тога би имали и много друге хране донете из лова, као што је већ споменуто. А понекад би и богати доносили пшенични хлеб. Тако да је хране увек било до краја ових оброка, али није је било ни премало ни превише. Он је ставио и крај обавезном пијењу вина, које поништава и тело и ум, и допустио је сваком човеку да пије када буде био жедан, мислећи да ће то бити најмање штетан и угодан начин пијења.
Аристотел је у свом делу Политика дао критику заједничких оброка и рекао да таква гозба треба да буде о јавном трошку јер је било доста сиромањних који тај трошак нису могли да поднесу и насупротот томе да је ово требало да обједини народ и покаже се као демократски чин, учинило је супротним, посебно јер онај који није могао да учествује у новцу, није могао ни да се нађе на гозби.